# De Warenne

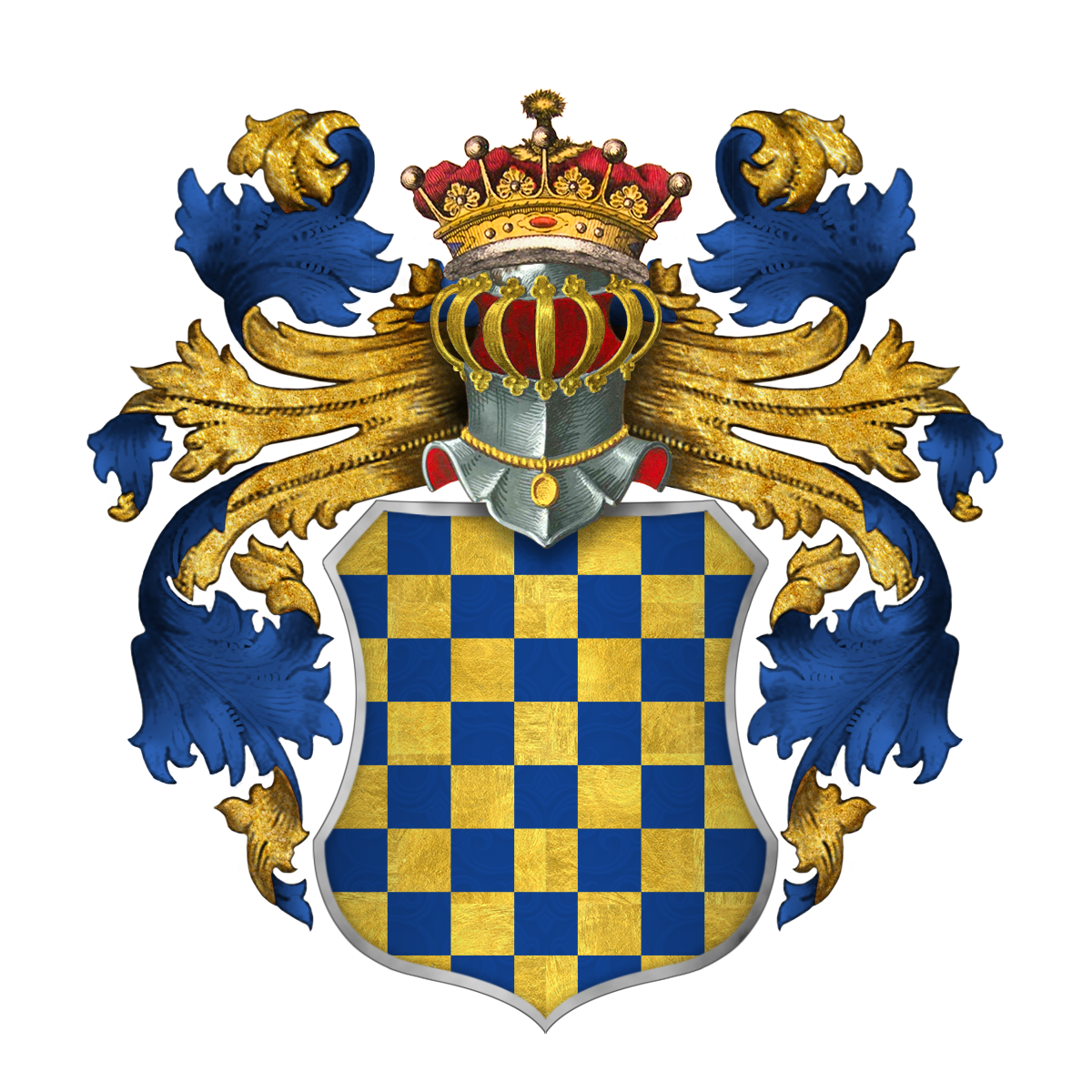
Stemma della casata de Warenne

I de Warenne furoni una famiglia nobile inglese originaria dell'Alta Normandia.

## Storia

### Origini
Il cognome de Warenne deriva dal centro abitato chiamato Varenne posto sulle rive del fiume Varenne che scorreva nel territorio che Guglielmo acquisì nell'Alta Normandia nell'odierna regione di Bellencombre.

### Ascesa
Si trasferirono con Guglielmo I di Warenne in Inghilterra seguendo Guglielmo il Conquistatore, dal quale ricevettero per i loro servigi diversi castelli sparsi nello Yorkshire, a Norfolk, nel Surrey e nel Sussex.
Guglielmo I ricevette la contea di Surrey nel 1088, titolo e terra che venne tramandata a suo figlio Guglielmo II, il quale fu governatore di Rouen. Si imparentarono con i D'Angiò tramite il matrimonio, avvenuto nel 1163 o nel 1164, di Isabel Warenne con un figlio illegittimo di Goffredo V d'Angiò di nome Hamelin; matrimonio che avvenne dopo il decesso del suo primo marito, Guglielmo I di Boulogne.

### Estinzione
I loro titolo di Conti di Surrey, insieme alla terra stessa, passarono all'11º conte di Arundel Richard FitzAlan per mancanza di eredi.

## Conti del Surrey, (1088-1347)
- Guglielmo I di Warenne
- Guglielmo di Warenne, II conte di Surrey, titolo ritirato nel 1101 e restituito nel 1103
- Guglielmo di Warenne, III conte del Surrey
- Isabella di Warenne, contessa del Surrey (1130circa-1203 circa) che divise il titolo con i due mariti
  - Guglielmo I di Boulogne
  - Hamelin de Warenne, conte del Surrey (1129circa-1202circa)
- Guglielmo di Warenne, V conte di Surrey
- Giovanni de Warenne, VI conte di Surrey
- Giovanni di Warenne, VII conte del Surrey (30 giugno 1286-giugno 1347)